# 薩拉曼卡區
薩拉曼卡（西班牙語：Salamanca）是西班牙首都馬德里的21個區之一，位於馬德里歷史中心的東北部。薩拉曼卡區面積540.742公頃，下分為6個里。薩拉曼卡區是馬德里最為富裕的地區之一，該區部分地區的地價是西班牙最貴。
 维基共享资源上的相關多媒體資源：Salamanca
40°25′48″N 3°40′40″W / 40.43000°N 3.67778°W